# Herbert Weinelt
Herbert Weinelt (10. října 1910 / 13. října Jeseník – 23. února 1943 Charkov) byl českoněmecký historik, filolog a kastelolog.

## Život
Herbert Weinelt po absolvování gymnázia v Bruntále studoval historické vědy na pražské německé univerzitě (dle jiných zdrojů na univerzitách ve Vratislavi a v Berlíně). Poté získal doktorát na univerzitě v Královci, kde posléze působil jako asistent. V Královci se roku 1940 habilitoval. Za druhé světové války bojoval jako německý voják u Charkova, během bojů dne 23. února 1943 zemřel.

## Dílo
Herbert Weinelt se zabýval především výzkumem hradů ve Slezsku, na Chebsku, ve východních Čechách a v okolí Prahy. Navázáním na práce Carla Schuchhardta zavedl do české kastelologie hradní typologii. Kromě toho se zabýval také toponomastikou a onomastikou.

### Dílo (výběr)
- Siedlung und Volkstum südlich des Altvaters. Prag 1944.
- Zur Burgenkunde. Zeitschrift des Vereins für Geschichte (und Alterthum) Schlesiens, 75, 1941, s. 28-34.
- Die mittelalterliche deutsche Kanzleisprache in der Slowakei. Weinelt, Herbert. Brno : Rohrer, 1938.
- Untersuchungen zur landwirtschaftlichen Wortgeographie in den Sudetenländern. Brünn ; Prag ; Leipzig : Rudolf M. Rohrer, 1938
- Das neuere Burgenschrifttum der Sudetenländer, zugleich ein Bericht über den Stand der sudetendeutschen Burgenforschung. Der Burgwart, 37, 1936, s. 52-55.